# Kangtega
Le Kangtega est un sommet de la chaîne de l'Himalaya au Népal. Il culmine à 6 782 mètres d'altitude.